# 16801 Petřínpragensis
16801 Petřínpragensis là một tiểu hành tinh vành đai chính với chu kỳ quỹ đạo là 1387.0446332 ngày (3.80 năm).
Nó được phát hiện ngày 23 tháng 9 năm 1997.